# Stazione di Ozegna
La stazione di Ozegna era una fermata ferroviaria e sorgeva lungo la ferrovia Rivarolo-Castellamonte, attivata nel 1887 quale tratta finale della ferrovia Canavesana, a servizio del centro abitato di Ozegna e di quello a fianco di Agliè, sino al 1986 quando venne disattivata.

## Storia

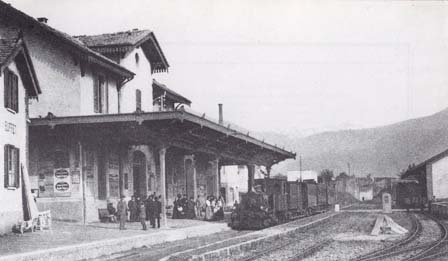
La stazione ad inizio Novecento

Parte integrante della nuova linea, fortemente voluta dalla città di Castellamonte, la stazione fu aperta all'esercizio il 25 luglio 1887 contestualmente alla stessa.
La concessione, della durata di novant'anni, fu affidata alla società Ferrovia Centrale e tranvie del Canavese (FCC) con Regio Decreto del 18 marzo 1886.
In seguito alla fusione con la Società Anonima Ferrovia Torino-Ciriè-Valli di Lanzo, avvenuta il 29 marzo 1933, la società di gestione mutò una prima volta il nome in Ferrovie Torino Nord (FTN) e una seconda nel gennaio 1959 allorché alla FTN subentrò la Società Anonima Torinese Tranvie Intercomunali.
La stazione e l'intera linea furono soppresse il 15 aprile 1985.

## Impianti
La stazione disponeva di due binari passanti a cui si aggiungevano ulteriori due binari tronchi a servizio del magazzino merci, posto dal lato opposto rispetto al fabbricato viaggiatori.
Quest'ultimo disponeva, peculiarità dell'impianto, di una pensilina in ghisa realizzata in origine a beneficio dei Duchi di Genova, che disponevano altresì di una saletta di attesa riservata soprannominata "reale" allorché volevano recarsi nel proprio castello ducale di Agliè.
Completava il fabbricato viaggiatori una saletta di servizio che ospitava il buffet della stazione.

## Movimento
La stazione era servita dai treni regionali diretti alla stazione di Settimo Torinese, in taluni casi prolungati su Torino Porta Susa.